# ウィラーヤ
ウィラーヤ（アラビア語: ولاية wilāyah、マレー語: wilayah、スワヒリ語: wilaya）とは、主としてアラブ世界で用いられる行政区画の単位である。
言語によってヴェラーヤト（ペルシア語: ولایت velâyat、パシュトー語: ولايت velāyat）、ヴィライェト（トルコ語: vilayet、オスマン語: ولايت vilayet）、ヴィロヤティ（ウズベク語: viloyati / вилояти、タジク語: viloyati / вилояти）、ベラヤト（トルクメン語: welaýat / велаят）、ヴィライティ（ウイグル語: ۋىلايىتى / vilayiti / wilayiti / вилайити）などと訛るが、いずれもウィラーヤと同語源である。

## 使用地域

### アラブ世界
- オマーンの行政区画
- スーダンの地方行政区画
- チュニジアの地方行政区画
- アルジェリアの地方行政区画
- モーリタニアの行政区画

イラクの地方行政区画はムハーファザであるが、ウィラーヤと訳される事もある。

### サブサハラ
- ケニアの州
- タンザニアの地方行政区分

### 東アジア
- 中国新疆ウイグル自治区（アクス地区、アルタイ地区、カシュガル地区、タルバガタイ地区、ホータン地区）

### 東南アジア
- マレーシアの連邦直轄領

インドネシア語でウィラーヤは行政区画を表す単語ではあるものの、使用されてはいない。

### 中央アジア
- アフガニスタンの州
- ウズベキスタンの地方行政区画
- タジキスタンの行政区画
- トルクメニスタンの行政区画

### 過去の国家
イスラム帝国下では独立した自治体として見做されていた。また、オスマン帝国でも1864年以降ヴィライェト（トルコ語: Vilayeti）が使われた。

### その他
イランでは非公式ながら利用されている。1979年の革命後のイランで公式にこの語が使われているのは、ホメイニー師が提唱して革命後にイランの体制として確立された「イスラーム法学者による統治」という政治理念ヴェラーヤテ・ファギーフ（ペルシア語: ولایت فقیه velâyat-e faqîh）としてである。
また、アラビア語ではアメリカ合衆国の州をウィラーヤと訳す。